# چوالار (کالیفرنیا)
چوالار (به انگلیسی: Chualar) یک منطقهٔ مسکونی در ایالات متحده آمریکا است که در شهرستان مونتری، کالیفرنیا واقع شده‌است. چوالار ۱٫۶۲۲ کیلومتر مربع مساحت و ۱٬۱۹۰ نفر جمعیت دارد و ۳۵ متر بالاتر از سطح دریا واقع شده‌است.